# Rock n' Roll is a Vicious Game
«Rock n' Roll is a Vicious Game» (en castellano: «El rock n' roll es un juego vicioso») es una melodía de rock compuesta por el cantante y músico Myles Goodwyn.  Originalmente se encuentra como la tercera canción del álbum First Glance de la banda canadiense de rock April Wine, publicado por Aquarius Records en 1978.

## Lanzamiento y recepción
Este tema fue lanzado como el primer sencillo de First Glance en 1978 en formato de disco de vinilo.  La canción «I'm Alive» («Estoy vivo» en español) fue la elegida para estar en el lado B del sencillo. Dicha melodía fue escrita también por Goodwyn.
«Rock n' Roll is a Vicious Game» se convirtió en el primer éxito de First Glance, pues logró alcanzar el puesto 41.º de las listas de popularidad en Canadá el 8 de abril de 1978.

## Versión promocional
En 1977, fue lanzado un sencillo promocional de «Rock n' Roll is a Vicious Game», con tal de impulsar al próximo disco de la banda.  A diferencia del sencillo normal, este vinilo de promoción enlistaba el mismo tema en ambos lados, pero con diferente calidad de sonido.

## Lista de canciones

### Versión normal

#### Lado A
| side one |                                  |               |          |  |
| N.º      | Título                           | Escritor(es)  | Duración |  |
| 1.       | «Rock n' Roll is a Vicious Game» | Myles Goodwyn | 3:05     |  |

#### Lado B
| side one |             |               |          |  |
| N.º      | Título      | Escritor(es)  | Duración |  |
| 1.       | «I'm Alive» | Myles Goodwyn | 2:50     |  |

### Edición promocional

#### Lado A
| side one |                                                         |               |          |  |
| N.º      | Título                                                  | Escritor(es)  | Duración |  |
| 1.       | «Rock n' Roll is a Vicious Game» (sonido estereofónico) | Myles Goodwyn | 3:05     |  |

#### Lado B
| side one |                                                     |               |          |  |
| N.º      | Título                                              | Escritor(es)  | Duración |  |
| 2.       | «Rock n' Roll is a Vicious Game» (sonido monoaural) | Myles Goodwyn | 3:05     |  |

## Créditos
- Myles Goodwyn — voz principal y coros, guitarra eléctrica y teclados.
- Brian Greenway — guitarra eléctrica, guitarra slide, armónica y coros.
- Gary Moffet — guitarra eléctrica y guitarra slide.
- Steve Lang — bajo y coros.
- Jerry Mercer — batería

## Listas
| Año  | País   | Lista                        | Posición máxima |
| ---- | ------ | ---------------------------- | --------------- |
| 1978 | Canadá | RPM Magazine Top 100 Singles | 41.º            |